# Pas cette chanson
Singles de Johnny Hallyday
Madison Twist
(1962) L'Idole des jeunes
(1962)
Pas cette chanson est une chanson de Johnny Hallyday sortie en super 45 tours en 1962, extrait du 33 tours 25cm Madison Twist. Adaptée de la chanson américaine Don't Play That Song (You Lied) (initialement interprétée par Ben E. King), par Ralph Bernet auteur des paroles françaises, Pas cette chanson devient rapidement un succès d'Hallyday.

## Autour de la chanson
Discographie
27 juin 1962 :
Super 45 tours Philips 432.799 BE :
A1. Madison Twist (2:23)
A2. Hey! Baby! (2:22)
B1. Pas cette chanson [Don't Play That Song] (2:49)
B2. Ce n'est pas juste après tout (2:24)
45 tours promo Philips 373010 : Pas cette chanson - Ce n'est pas juste après tout.
33 tours 25cm Philips B 76557 (édition mono) / 840930 BZ (édition stéréo) Madison Twist.
Live
1962 : 33 tours Philips B 77.397 L Johnny à l'Olympia.
2003 : CD Mercury Universal 077 177-2 Johnny Hallyday Olympia 64  (l'édition original sortie en 1964 n'incluait pas la version live Olympia 64 de Pas cette chanson - 33 tours Philips B 77987L).
Pas cette chanson est incluse dans un medley dans les enregistrements public : Olympia 1965 (live inédit 2011) et Johnny Hallyday Parc des Princes 1993.

## Classements
| Classement (1962—1963)                  | Meilleure position |
| --------------------------------------- | ------------------ |
| Belgique (Wallonie Ultratop 50 Singles) | 11                 |
| Classement (2017)                       | Meilleure position |
| France (SNEP)                           | 153                |